# Inestimable
Pour plus de détails, voir Fiche technique et Distribution.
Inestimable est une comédie française réalisée par Éric Fraticelli, sortie en 2023.
Le scénario est inspiré de l'histoire vraie du trésor de Lava découvert en 1985 dans le golfe de Lava, sur la commune d'Alata, en Corse.

## Synopsis
Alors qu'ils font de la plongée sous-marine en Corse, trois meilleurs amis font la découverte d'un trésor d'une valeur inestimable : il s'agit de monnaies romaines, de médaillons et d'objets en or datant du IIIe siècle. Mais avec cet argent ils font aussi le bonheur des autres avec des proches qui étaient en froid avec eux.

## Fiche technique
Sauf indication contraire, les informations mentionnées dans cette section peuvent être confirmées par les bases de données cinématographiques IMDb et Allociné,  présentes dans la section « Liens externes ».
- Titre original : Inestimable
- Réalisation : Éric Fraticelli
- Scénario : Éric Fraticelli, d'après l’œuvre de Félix Biancamaria
- Musique : Mattia Feliciani et Matteo Locasciulli
- Décors : Sébastien Monteux Halleur
- Costumes : Vincent Garson
- Photographie :
- Son : Éric Legarçon
- Montage : Pierre Taisne
- Production : Jean-Yves Asselin, Philippe Godeau
- Sociétés de production : Pan-Européenne, TF1 Films Production
- Société de distribution : Pan Distribution
- Pays de production :  France
- Langue originale : français
- Format : couleur - rapport de forme : 2.35 : 1
- Genre : comédie
- Durée : 92 minutes
- Dates de sortie : 
  - France : 25 octobre 2023 (Corse)[1] ; 1er novembre 2023 (sortie nationale)

## Distribution
- Didier Bourdon : François Clerc
- Éric Fraticelli : Ange Neri
- Philippe Corti (crédité Philippe Corticchiato) : Félix Biancamaria
- Michel Vuillermoz : Hubert de la Roche, le numismate
- Véronique Volta : Giulia, la femme de François
- Alexandra Franchi : Estelle, l'ex-femme d'Ange
- Samuel Torres Bianconi (crédité Samuel Torres) : Marc, le nouveau mari d’Estelle
- Lelia Fraticelli : Lelia, la fille d’Ange et Estelle
- Pierre-Marie Ely : Ethan, le fils de François et Giulia
- Roselyne de Nobili : Hortense, la mère de Félix
- Julien Santini : le banquier Brancaleoni
- Denis Braccini : le curé
- François Berlinghi : le maire
- Marie-Ange Geronimi : l'épouse du maire
- Jean-François Perrone : Battí
- Frédéric Poggi : Fred, le mécano et ami d'Ange
- Michel Ferracci : le patron de Fred
- Didier Ferrari : Edmond, l'entrepeneur
- Laurent Simonpoli : le bijoutier ami de Félix
- Daniel Delorme : Henri, l'antiquaire de Nice
- Sabine Meynadier : Coralie, l'assistante d'Hubert de la Roche
- Joël Meynadier : le vendeur de montres à Paris
- Laurent Bozzi : le serveur du restaurant gastronomique à Paris
- Coco Orsoni (créditée Coco Orsini) : la notaire
- Lucile Delanne : la juge d'instruction
- Basilia Castellani : la cousine Angèle

## Accueil

### Box office
Montant brut mondial : 1 632 403 $

## Autour du film
Denis Braccini, Jean-François Perrone, Philippe Corti et Éric Fraticelli font partie de la bande du film Le Clan.